# Шадейка
Шадейка — посёлок в Пермском крае России. 
Входит в Кунгурский район в рамках административно-территориального устройства и в Кунгурский муниципальный округ в рамках организации местного самоуправления. Рядом с посёлком проходит федеральная трасса Пермь — Екатеринбург.

## География
Расположен на реке Татарке. Железнодорожная станция Блины Свердловской железной дороги.

## Население
| 2010 | 2021  |
| ---- | ----- |
| 1205 | ↘1081 |

## История
Исторически сложилось так, что под названием Шадейка подразумевается территория, в которую входят две деревни — Большая Шадейка и Малая Шадейка. Сегодня в Шадейку приезжают на отдых любители свежего воздуха.
История посёлка восходит к двадцатым годам XX века, когда в близлежащем Кунгуре началась активная промышленная деятельность по лесозаготовке.
С 2004 до 2020 гг. посёлок был административным центром Шадейского сельского поселения Кунгурского муниципального района.

## Экономика
В 2011 федеральное предприятие "Шадейка", производящее свинину и говядину, было приобретено  владелецем  мясоперерабатывающего комбината «Телец», пермским бизнесменом Сергеем  Брызгаловым.
С 2013 года в Шадейке расположено фермерское хозяйство Игоря Дмитриева производящее чеснок. В 2019 году сорт чеснока Шадейка занесен  в Государственный реестр селекционных достижений.